# Orfebrería precolombina

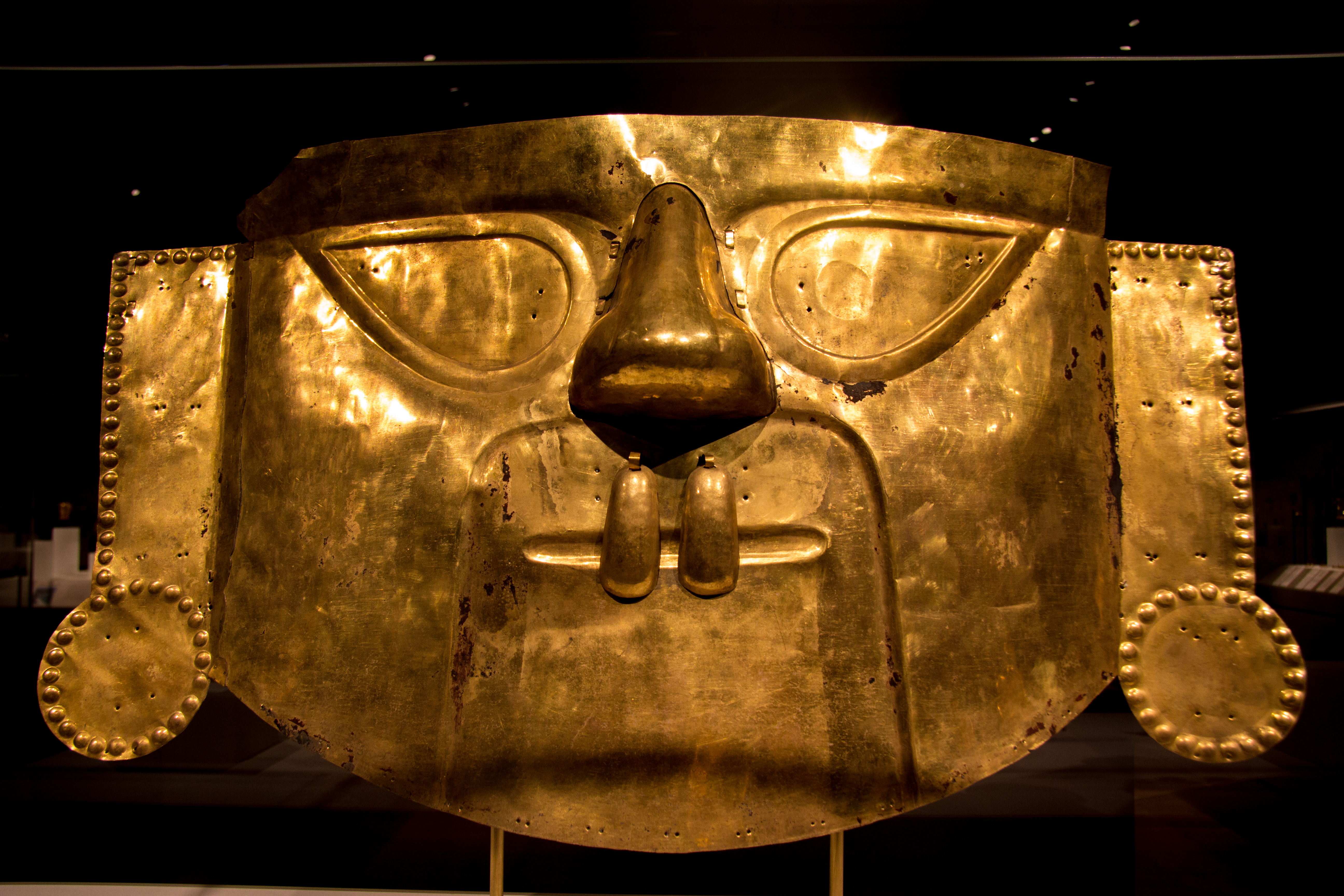
Máscara de oro de la Cultura Lambayeque, Perú.

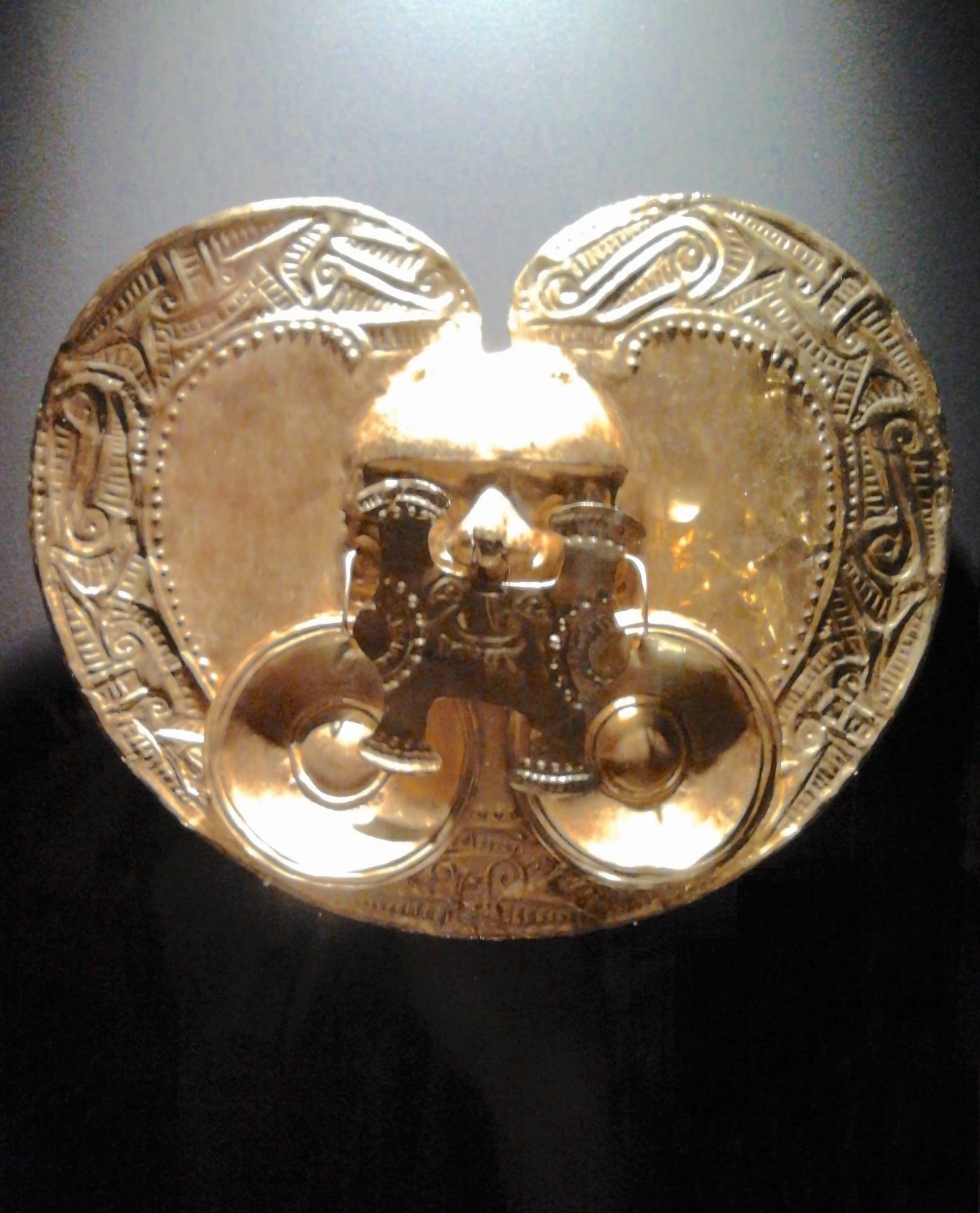
Cultura Calima pectoral con forma de corazón.

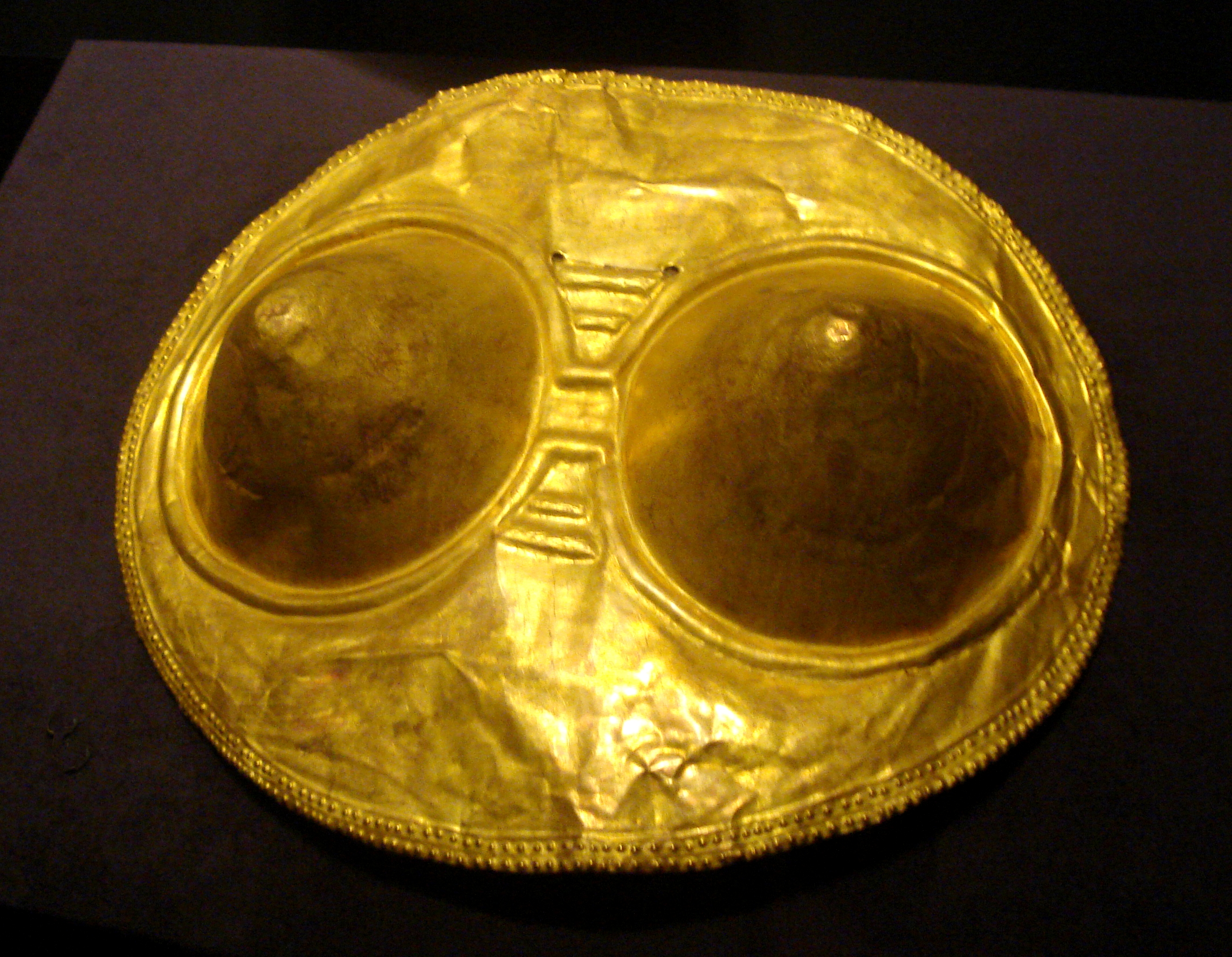
Pectoral quimbaya realizado en aleación tumbaga.

La orfebrería precolombina, hace referencia a la manufactura en el continente americano de diversos elementos y objetos utilizando oro y plata, antes de la llegada de los colonizadores europeos. Esta técnica y forma de arte fue practicada por varios de los diversos pueblos y civilizaciones que poblaron América.
El trabajo de los metales preciosos, comienza con las actividades de extracción del suelo y la metalurgia extractiva necesaria para obtener el metal en su forma pura. Ello va asociado a desarrollar un conocimiento sobre diversas tecnologías y materiales para por ejemplo elaborar los crisoles de cerámica necesarios para realizar el fundido de metales. Si bien existen técnicas que permiten obviar el fundido y trabajar metales en frío.
Los metales utilizados en la elaboración de objetos y joyas por los indígenas americanos fueron el oro que funde a 1 063 °C, muchas veces recolectado como pepitas en cursos de agua; y la plata que funde a 961 °C  y que se utilizaba pura, siendo obtenida de minas.

## Comienzos
Las evidencias más antiguas del trabajo de los metales preciosos en América se han encontrado en Colombia y Ecuador, y se remontan al 1200 a. C., en la zona andina en Perú y el norte de Chile se han descubierto elementos que indican que hacia el 1000 a. C. allí se realizaron trabajos de fundición de metales, por otra parte en Mesoamérica los registros hallados indican actividad en este sentido hacia el 900 a. C..

## Metales utilizados
Los principales metales utilizados por los pueblos aborígenes americanos eran oro y plata, donde ambos eran valorizados por igual en las culturas indígenas. También utilizaban el platino, frecuentemente como aditivo en aleaciones de oro y plata, a las que a veces se incorporaban estaño y cobre; las aleaciones más usuales son bronce y la aleación denominada tumbaga desarrollada por los indígenas a base de oro, cobre y a veces plata que a causa de su baja temperatura de fusión resulta en un metal más maleable.